# Bettsia alvei
Bettsia alvei är en svampart som först beskrevs av Betts, och fick sitt nu gällande namn av Skou 1972. Bettsia alvei ingår i släktet Bettsia och familjen Ascosphaeraceae.   Inga underarter finns listade i Catalogue of Life.